# Венглешин-Огроди
Венглешин-Огроди (пол. Węgleszyn-Ogrody) — село в Польщі, у гміні Окса Єнджейовського повіту Свентокшиського воєводства.
У 1975-1998 роках село належало до Келецького воєводства.